# Don Oakes
Donald Joseph „Don“ Oakes (* 8. Oktober 1928 in Rhyl; † 13. Juni 1977 in Islington) war ein englischer Fußballspieler. Der linke Außenläufer spielte in den 1950er-Jahren für den FC Arsenal. Er war dabei Teil der Mannschaft, die 1953 die englische Meisterschaft gewann, kam jedoch nur selten über den Status eines Ergänzungsspielers hinaus.

## Sportlicher Werdegang
Don Oakes schloss sich im Dezember 1945 als Amateur dem englischen Erstligisten FC Arsenal an. Sieben Monate später unterzeichnete er einen Profivertrag bei den „Gunners“ und leistete dann zwischen 1946 und 1948 seinen Wehrdienst ab. Als linker Außenläufer, der auch als Halbstürmer eingesetzt werden konnte, verbrachte er fast zehn Jahre bei Arsenal, war dort jedoch zumeist in der Reservemannschaft unterwegs. Er brachte es in der Football Combination, die zu dieser Zeit als Liga für Ersatzteams genutzt wurde, auf 158 Spiele.
In der ersten Mannschaft debütierte er am ersten Spieltag der Meistersaison 1952/53 gegen Aston Villa (2:1). Nach nur noch einem weiteren Auftritt auf dem Weg zur Meisterschaft bestritt er in der Saison 1954/55 immerhin neun Partien. Seine sportliche Perspektive blieb jedoch eingeschränkt und so sollten den insgesamt elf Ligapflichtspielen (und dem einen Tor) keine weiteren Bewährungschancen mehr anschließen. Im Jahr 1956 beendete er seine Profikarriere in Folge einer Rheumaerkrankung.
Oakes, dessen Vater Alfred ebenfalls Profifußballer gewesen war, starb sechseinhalb Jahre nach diesem im Juni 1974 im Alter von 48 Jahren.